# Pont du Jubilé
Le pont du Jubilé, parfois appelé pont de l'avenue du Jubilé, est un pont routier érigé lors de la construction du site ferroviaire de Tour et Taxis en 1904. Il s'agit de l'unique sortie de cette gare de marchandise pour les trains.
Les rénovations successives ont fait perdre à ce pont la plupart de ses éléments de décoration (surtout en surface), mais son classement en 2007 devrait assurer que la prochaine restauration redonne à cet ouvrage d'art son apparence initiale.

## Description
La structure de son tablier est entièrement métallique et est composée de trois poutres longitudinales en treillis à inertie variable. Ces poutres possèdent une hauteur de 4,8 m sur les appuis intermédiaires et d'approximativement 1,5 m au centre de la travée centrale et au niveau des culées. Deux poutres secondaires, également en treillis (de hauteur constante) et situées dans l'axe des rangées de colonnes, relient les trois poutres longitudinales. Un réseau orthogonal d'entretoise s'appuie sur la structure principale. Ce réseau est constitué d'entretoises transversales (profilés en I perpendiculaire à l'axe du pont) distantes de 1,848 m et d'entretoises longitudinales (profilés en I longitudinaux à l'axe du pont) distantes de 1 m. Tous les éléments de cette structure sont constitués de plats, de cornières ou de profilés en I assemblés par rivetage. Des voussettes en béton, d'une ouverture de 1 m et s'appuyant sur les entretoises longitudinales, servent de support au revêtement.
La structure de son tablier repose sur une infrastructure en maçonnerie constituée de deux culées et de deux rangées de colonnes intermédiaires.